# Li Xin
Li Xin (李昕S, Lǐ XīnP; Benxi, 5 novembre 1969) è un'ex cestista e allenatrice di pallacanestro cinese.

## Carriera
Con la Cina ha disputato due edizioni dei Giochi olimpici (Barcellona 1992, Atlanta 1996) e due dei Campionati del mondo (1990, 1994).